# Rabino Shalom Emanuel Muyal
Shalom Emanuel Muyal (em hebraico: שלום מויאל; Salé, 1875 — Manaus, 1910) foi um rabino marroquino, líder da comunidade judaica da cidade de Manaus, capital do estado do Amazonas, no norte do Brasil. Seu túmulo é um local de peregrinação para cristãos católicos.

## Carreira
O Rabino Muyal foi enviado do Marrocos pelo então Rabino-Chefe Raphael Ben Mordechai Ankawa para verificar a situação de centenas de famílias de judeus marroquinos que emigravam, desde 1810 para o Amazonas, quais eram as suas necessidades e possíveis orientações rabínicas que surgissem. Ele chegou ao Amazonas no ano de 1908.

## Vida Pessoal
O Rabino Muyal era filho do Rabino Eliahu Muyal, e neto de Abraham Amzalak. Seus irmãos eram Avraham Itzchak e Sarah Muyal . Foi casado com Saada Dahan e teve os filhos Saul, Hanna e Ruchama, esta imigrou para a França e veio a falecer no ano de 1973.
O pai de Muyal era primo-irmão do Rabino-Chefe Raphael Ben Mordechai Ankawa, que era filho de Reina Amzalak, irmã de Abraham Amzalak, avô paterno do Rabino Muyal.
Suas bisnetas são Muriel e Sylvie, e estiveram recentemente na cidade de Manaus.

## Morte
Rabi Muyal foi acometido de uma grave doença, provavelmente febre amarela – já que naquela época ainda não havia vacina contra essa virose. Alguns comentavam que poderia ter sido em conseqüência da terrível gripe espanhola que fez milhares de vítimas fatais, grassando inclusive na Amazônia, porém esta epidemia foi em 1918. O mais provável é que a causa de sua morte tenha sido mesmo a primeira hipótese, pois contava a veneranda senhora Zahra Aflalo, conhecida na comunidade como Dona Florzinha que o rabino estava muito amarelado (ictérico) e inchado (edema por ascite), características de falência hepática como a causada pela febre amarela.
Muyal veio a falecer em 12 de março de 1910 (1º de Adar II, 5670). Seu corpo foi sepultado em Manaus, no cemitério São João Batista. Naquela época ainda não havia o cemitério israelita e nem comunidade completamente formada, o que ocorreu após a inauguração da primeira Sinagoga (1925), do cemitério (1928) e do Comitê Israelita do Amazonas – CIAM - (1929).

## O 'santo judeu'
Anos depois de seu falecimento, seu túmulo tornou-se um foco de peregrinação para os católicos, que o chamam de "Santo judeu milagreiro de Manaus". Os fiéis chegam ao túmulo, acendem velas e deixam presentes, na esperança de que o santo judeu faça milagres e cure-os de doenças graves.

## Translado
Por volta de 1980, um sobrinho do Rabino, chamado Ely Muyal, irmão de David e Meyr Muyal, e que era membro do parlamento de Israel durante o governo de Menachem Begin, solicitou a possibilidade da transferência de sua sepultura para Eretz Israel. O Comitê Israelita local informou da impossibilidade de tomar tal atitude, o que causaria um grande mal-estar com a população da cidade.

## Costume local
A comunidade de Manaus tem o min'hag (costume) de visitar o Cemitério Israelita e a sepultura do Ribi Muyal, todos os anos, no período de Rosh Hashaná, com o objetivo de recitar uma Hashkabá para ele e todos os outros que ali descansam, e Yom Kipur onde são feitas várias visitas à sua kevurá e assim, este importante local permanece sob a guarda da comunidade, porém aberto aos cidadãos do Amazonas. Anualmente em 1º de Adar, Nahhalá (Yartsait), o ishuv de Manaus faz uma Hilulá (cerimônia religiosa) em sua memória.